# I Almost Lost My Mind
"I Almost Lost My Mind" é uma canção escrita e feita por Ivory Joe Hunter lançada no ano de 1950. A música de Ivory Joe foi número um na parada de singles de R&B da Billboard dos EUA do ano.
Hunter gravou a música estilo blues de 12 compassos em 1º de outubro de 1949 e se tornou um hit de ritmo e blues e um padrão pop. A versão mais vendida da música foi uma versão cover de Pat Boone, que alcançou o primeiro lugar nas paradas da Billboard em 1956. Desde então, foi gravado por uma variedade de artistas pop, big bands, estrelas country e western, rock and roll e artistas latinos, jazz e blues.

## Ver Também
- Billboard
- R&B